# توشی آرای
توشی آرای (انگلیسی: Toshi Arai؛ زادهٔ ۲۵ دسامبر ۱۹۶۶) راننده رالی اهل ژاپن است. او اولین راننده قهرمان اهل کشور ژاپن است.
آرای در ایسساکی، گونما به دنیا آمده است.  او اولین رالی خود را در سال ۱۹۸۷ برای تیم رالی جهانی سوبارو در مسابقات رالی قهرمانی جهان انجام داد، او در گروه ان از سال ۱۹۹۷ تا ۲۰۰۰ و ۲۰۰۲-۲۰۰۳ و در مسابقات قهرمانی گروه ای در سال های ۲۰۰۰-۲۰۰۱ حضور پیدا کرد.
در سال ۲۰۰۴ او تیم خود را با نام سوبارو آرای تیم تأسیس کرد و در سال ۲۰۰۵ و ۲۰۰۷ قهرمان مسابقات اتومبیل رانی جهانی با سوبارو ایمپرزا رالی قهرمانی جهان رانندگان شد که او را تبدیل به اولین قهرمان ژاپنی کرد.  او در راه رسیدن به عنوان قهرمانی در ترکیه، ژاپن و استرالیا به پیروزی دست یافت.